# Ѝ
Ѝ, ѝ (И с грависом) — буква расширенной кириллицы. Не является отдельной буквой в каком-либо из алфавитов.
В настоящее время графема применяется в болгарском и македонском языках для смыслоразличения омонимичных слов в предложении (обычно ставится над тем из них, которое является самостоятельной частью речи), чаще всего союза «и» (и) и местоимения «ѝ» (её в значении притяжательного местоимения женского рода и ей в значении личного местоимения женского рода 3 лица единственного числа в дательном падеже).
Кроме того, И с грависом может появляться в результате комбинации буквы И со знаком грависа в случае традиционного его употребления:
- в словаре при обозначении вспомогательного ударения;
- в сербском языке при обозначении одного из четырёх типов ударения;
- в старых книгах при постановке грависа в качестве знака обычного ударения вместо акута (который используется повсеместно сейчас).